# Shun Nagasawa
Shun Nagasawa (長沢 駿 Nagasawa Shun?,  Shizuoka, Shizuoka, 25 de agosto de 1988) es un futbolista japonés que juega de delantero en el Kyoto Sanga F. C. de la J1 League de Japón.

## Trayectoria
| Club                              | País  | Año       |
| --------------------------------- | ----- | --------- |
| Shimizu S-Pulse                   | Japón | 2007-2015 |
| Roasso Kumamoto (préstamo)        | Japón | 2011      |
| Kyoto Sanga F. C. (préstamo)      | Japón | 2012      |
| Matsumoto Yamaga F. C. (préstamo) | Japón | 2013      |
| Gamba Osaka                       | Japón | 2015-2018 |
| Vissel Kobe (préstamo)            | Japón | 2018      |
| Vegalta Sendai                    | Japón | 2019-2020 |
| Oita Trinita                      | Japón | 2021-2024 |
| Kyoto Sanga F. C.                 | Japón | 2025-     |

## Palmarés

### Títulos nacionales
| Título             | Club        | País  | Año  |
| ------------------ | ----------- | ----- | ---- |
| Copa del Emperador | Gamba Osaka | Japón | 2015 |

### Distinciones individuales
| Distinción                    | Año  |
| ----------------------------- | ---- |
| MVP de agosto de la J. League | 2016 |
| Mejor gol de agosto           | 2016 |